# Bab's Burglar
Pour plus de détails, voir Fiche technique et Distribution.

Bab's Burglar est un film muet américain réalisé par J. Searle Dawley et sorti en 1917.
Ce film est le second volet d'une trilogie tournée par J. Searle Dawley au cours de l'année 1917, commencée avec Bab's Diary (sorti le 7 octobre), qui s'est poursuivie avec Bab's Matinee Idol (sorti le 26 novembre). Les trois films sont considérés comme perdus.

## Fiche technique
- Titre : Bab's Burglar
- Réalisation : J. Searle Dawley
- Scénario : Margaret Turnbull, d'après un roman de Mary Roberts Rinehart
- Photographie : H. Lyman Broening, Lewis W. Physioc
- Montage :
- Producteur : Adolph Zukor
- Société de production : Famous Players Film Company
- Société de distribution : Famous Players-Lasky Corporation
- Pays de production :  États-Unis
- Langue : film muet avec les intertitres en anglais
- Format : Noir et blanc — 35 mm — 1,33:1 — Muet
- Genre : Comédie
- Durée : 50 minutes
- Date de sortie :
  - États-Unis : 28 octobre 1917

## Distribution
- Marguerite Clark : Bab Archibald
- Leone Morgan : Jane Raleigh
- Richard Barthelmess : Tommy Gray
- Frank Losee : Mr. Archibald
- Isabel O'Madigan : Mrs. Archibald
- Helen Greene : Leila Archibald
- Nigel Barrie : Carter Brooks
- Guy Coombs : Harry
- George Odell : le majordome
- William Hinckley
- Daisy Belmore